# 191
Năm 191 là một năm trong lịch Julius. 

## Sự kiện
• Tuân Úc bỏ Viên Thiệu theo Tào Tháo